# U-376 (tàu ngầm Đức)
U-376 là một tàu ngầm tấn công  Lớp Type VII thuộc phân lớp Type VIIC được Hải quân Đức Quốc Xã chế tạo trong Chiến tranh Thế giới thứ hai. Nhập biên chế năm 1941, nó đã thực hiện được tám chuyến tuần tra và đánh chìm được hai tàu buôn với tổng tải trọng 10.146 GRT. U-376 mất tích trong chuyến tuần tra cuối cùng trong vùng biển Bắc Đại Tây Dương về phía Đông vào ngày 7 tháng 4, 1943.

## Thiết kế và chế tạo

### Thiết kế

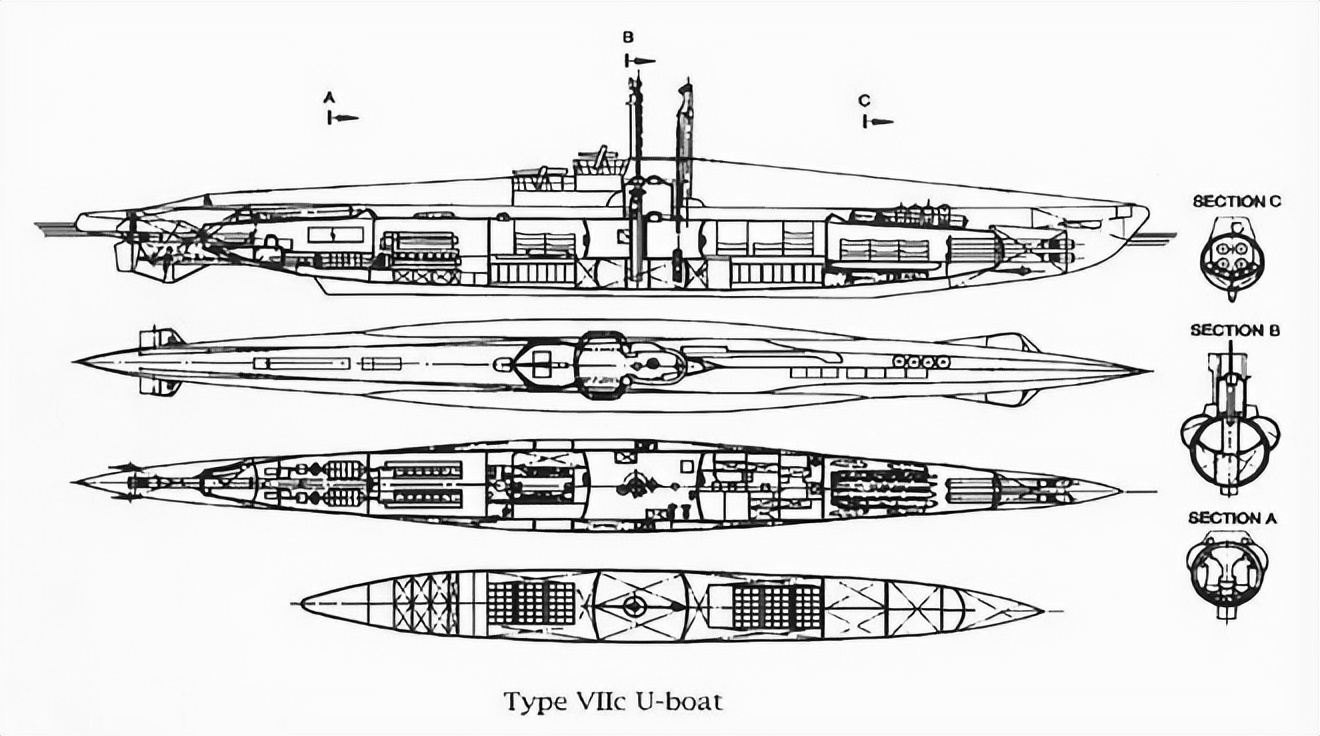
Sơ đồ các mặt cắt một tàu ngầm Type VIIC

Phân lớp VIIC của Tàu ngầm Type VII là một phiên bản VIIB được kéo dài thêm. Chúng có trọng lượng choán nước 769 t (757 tấn Anh) khi nổi và 871 t (857 tấn Anh) khi lặn). Con tàu có chiều dài chung 67,10 m (220 ft 2 in), lớp vỏ trong chịu áp lực dài 50,50 m (165 ft 8 in), mạn tàu rộng 6,20 m (20 ft 4 in), chiều cao 9,60 m (31 ft 6 in) và mớn nước 4,74 m (15 ft 7 in).
Chúng trang bị hai động cơ diesel Germaniawerft F46 siêu tăng áp 6-xy lanh 4 thì, tổng công suất 2.800–3.200 PS (2.100–2.400 kW; 2.800–3.200 bhp), dẫn động hai trục chân vịt đường kính 1,23 m (4,0 ft), cho phép đạt tốc độ tối đa 17,7 kn (32,8 km/h), và tầm hoạt động tối đa 8.500 nmi (15.700 km) khi đi tốc độ đường trường 10 kn (19 km/h). Khi đi ngầm dưới nước, chúng sử dụng hai động cơ/máy phát điện Garbe, Lahmeyer & Co. RP 137/c  tổng công suất 750 PS (550 kW; 740 shp). Tốc độ tối đa khi lặn là 7,6 kn (14,1 km/h), và tầm hoạt động 80 nmi (150 km) ở tốc độ 4 kn (7,4 km/h). Con tàu có khả năng lặn sâu đến 230 m (750 ft).
Vũ khí trang bị có năm ống phóng ngư lôi 53,3 cm (21 in), bao gồm bốn ống trước mũi và một ống phía đuôi, và mang theo tổng cộng 14 quả ngư lôi, hoặc tối đa 22 quả thủy lôi TMA, hoặc 33 quả TMB. Tàu ngầm Type VIIC bố trí một hải pháo 8,8 cm SK C/35 cùng một pháo phòng không 2 cm (0,79 in) trên boong tàu. Thủy thủ đoàn bao gồm 4 sĩ quan và 40-56 thủy thủ.

### Chế tạo
U-376 được đặt hàng vào ngày 16 tháng 10, 1939, và được đặt lườn tại xưởng tàu của hãng Howaldtswerke ở Kiel vào ngày 3 tháng 4, 1940. Nó được hạ thủy vào ngày 10 tháng 7, 1941, và nhập biên chế cùng Hải quân Đức Quốc Xã vào ngày 21 tháng 8, 1941 dưới quyền chỉ huy của Hạm trưởng, Trung úy Hải quân Friedrich-Karl Marks.

## Lịch sử hoạt động

### 1942
Sau khi hoàn tất việc huấn luyện trong thành phần Chi hạm đội U-boat 6, U-376 sẵn sàng hoạt động từ ngày 1 tháng 3,  1942. Nó hoạt động từ các căn cứ tại Na Uy, và đến ngày 1 tháng 7 đã được điều động sang Chi hạm đội U-boat 11.

#### Chuyến tuần tra thứ nhất
Dưới quyền chỉ huy của Hạm trưởng, Đại úy Hải quân Friedrich-Karl Marks, U-376 xuất phát từ Kiel vào ngày 11 tháng 3, 1942 và đi đến Heligoland ở Bắc Hải vào ngày hôm sau. Nó khởi hành vào ngày 15 tháng 3 cho chuyến tuần tra đầu tiên trong chiến tranh, hướng lên phía Bắc để hoạt động trong khu vực biển Barents. Tại đây vào ngày 30 tháng 3, nó phóng ngư lôi đánh chìm chiếc tàu buôn Anh Induna 5.086 GRT, vốn di chuyển trong thành phần Đoàn tàu PQ 13 và đang trên đường đi sang cảng Murmansk, Liên Xô. Trong tổng số 66 thành viên thủy thủ đoàn của Induna, 41 người lên được trên hai xuồng cứu sinh lênh đênh trên biển trong thời tiết lạnh đến −20 °C (−4 °F), và chỉ còn 30 người sống sót khi họ được một tàu quét mìn Liên Xô cứu vớt vào ngày 2 tháng 4, nhưng có thêm hai người khác qua đời sau đó. Kết thúc chuyến tuần tra, chiếc U-boat đi đến cảng Kirkenes ở phía cực Bắc Na Uy vào ngày 1 tháng 4. 

#### Chuyến tuần tra thứ hai và thứ ba
Sau đó U-376 có liên tiếp hai chuyến tuần tra từ căn cứ tại Kirkenes, từ ngày 7 đến ngày 20 tháng 4, và từ ngày 29 tháng 4 đến ngày 13 tháng 5. Nó hoạt động trong vùng biển Na Uy về phía Nam đảo Bear nhưng không đánh chìm được mục tiêu nào.

#### Chuyến tuần tra thứ tư và thứ năm
Chiếc tàu ngầm sau đó chuyển căn cứ hoạt động đến cảng Bergen Na Uy trong tháng 5, rồi xuất phát từ đây vào ngày 7 tháng 6 cho chuyến tuần tra thứ tư để hoạt động tại vùng biển phía Bắc Iceland, rồi chuyển sang khu vực biển Barents ngoài khơi bán đảo Kola. Tại đây vào ngày 10 tháng 7, nó phóng hai quả ngư lôi kết liễu Hoosier 5.060 GRT. Chiếc tàu buôn Hoa Kỳ, vốn nằm trong thành phần Đoàn tàu PQ-17 và bị hư hại sau khi trúng bom từ các máy bay ném bom Junkers Ju 88 một ngày trước đó, bị bỏ lại do mối đe dọa của tàu ngầm U-255, và bị U-376 đánh chìm tại tọa độ 69°25′B 38°35′Đ / 69,417°B 38,583°Đ.
U-376 kết thúc chuyến tuần tra tại cảng Narvik vào ngày 15 tháng 7, rồi di chuyển đến Bergen ba ngày sau đó trước khi được đại tu và sửa chữa tại Wilhelmshaven và Kiel từ tháng 8 đến tháng 10. Nó trở lại Bergen vào ngày 25 tháng 10, rồi đi đến Skjomenfjord vào ngày 3 tháng 11. Chiếc tàu ngầm khởi hành từ đây vào ngày 5 tháng 11 cho chuyến tuần tra thứ năm để lại hoạt động trong biển Barents cho đến phía Nam quần đảo Svalbard. Nó không đánh chìm được mục tiêu nào, và quay trở về cảng Narvik vào ngày 8 tháng 12. Con tàu lại di chuyển đến cảng Bergen vào giữa tháng 12.

### 1943

#### Chuyến tuần tra thứ sáu và thứ bảy
Chuyến tuần tra tiếp theo của U-376 được tiến hành từ cảng Bergen từ ngày 26 tháng 1, 1943. Tuy nhiên chỉ sang hôm sau, nó chịu đựng không kích của máy bay Đồng Minh, khiến nhiều thủy thủ bị thương, nên phải hủy bỏ chuyến tuần tra và quay trở lại căn cứ vào ngày 28 tháng 1.
Nó khởi hành trở lại vào ngày 30 tháng 1, nhưng trong đêm đó sĩ quan trực cầu tàu bị sóng cuốn trôi xuống biển, nên con tàu phải quay về cảng để nhận người thay thế, và lên đường trở lại ngay sau đó. Chuyến tuần tra thứ bảy này đưa con tàu sang vùng biển Bắc Đại Tây Dương về phía Nam Greenland, sau khi băng qua khe GI-UK giữa quần đảo Faroe và Greenland để vòng qua quần đảo Anh, và kết thúc khi đi đến cảng La Pallice tại La Rochelle, bên bờ Đại Tây Dương của Pháp đã bị Đức chiếm đóng, vào ngày 13 tháng 3. U-376 được chính thức điều sang Chi hạm đội U-boat 3 đặt căn cứ tại Pháp từ ngày 1 tháng 3.

#### Chuyến tuần tra thứ tám – Bị mất
U-376 xuất phát từ cảng La Pallice vào ngày 6 tháng 4 cho chuyến tuần tra thứ tám, cũng là chuyến cuối cùng. Nó được dự định sẽ băng qua Đại Tây Dương đến đảo Hoàng tử Edward, Canada, nhằm di tản các tù binh chiến tranh Đức đào thoát khỏi trại tù binh trong Chiến dịch Elster. Nhiệm vụ này cũng được giao cho tàu ngầm U-262, vốn đã rời cảng La Pallice trước đó vào ngày 27 tháng 3, nhưng phải quay trở lại căn cứ do trục trặc hệ thống thông khí, và lên đường trở lại vào ngày 7 tháng 4.
Đến 05 giờ 17 phút ngày 10 tháng 4, Bộ Tổng tư lệnh Tàu ngầm Đức ra chỉ thị cho Đại úy Marks, hạm trưởng U-376: "chuyển hướng phù hợp theo mệnh lệnh đặc biệt..." ám chỉ việc xúc tiến Chiến dịch Elster. Tuy nhiên U-376 đã không hồi đáp hay báo cáo về căn cứ trong ba ngày liên tiếp, và được cho là đã mất tích vào ngày 15 tháng 4. U-262 được lệnh thay thế cho U-376 thực hiện Chiến dịch Elster. U-376 được cho là đã bị mất tích trong vịnh Biscay từ ngày 7 tháng 4, 1943, với tổn thất toàn bộ 47 thành viên thủy thủ đoàn trên tàu.
Trước đây U-376 được tin là đã bị một máy bay ném bom Vickers Wellington thuộc Liên đội 172 Không quân Hoàng gia Anh thả mìn sâu đánh chìm vào ngày 10 tháng 4, 1943 trong vịnh Biscay về phía Tây Nantes, Pháp, tại tọa độ 46°48′B 09°00′T / 46,8°B 9°T. Vụ tấn công này thật ra nhắm vào U-465, gây ra thiệt hại đáng kể cho chiếc tàu ngầm. Một nguồn khác ghi nhận các tàu tuần tra Hoa Kỳ USS Haste, USS Intensity và USS Alacrity đã tiến hành một cuộc tập trận ngoài khơi mũi North thuộc đảo Hoàng tử Edward, Canada vào sáng ngày 7 tháng 5. Trong quá trình tập trận, một tàu ngầm không rõ nhận dạng đã bị đánh chìm, nhưng không thể khẳng định đó là U-376.

### "Bầy sói" tham gia
U-376 từng tham gia chín bầy sói:
- Zieten (23 – 29 tháng 3, 1942)
- Eiswolf (29 – 31 tháng 3, 1942)
- Robbenschlag (7 – 14 tháng 4, 1942)
- Blutrausch (15 – 19 tháng 4, 1942)
- Strauchritter (29 tháng 4 – 5 tháng 5, 1942)
- Eisteufel (1 – 4 tháng 7, 1942)
- Eisteufel (6 – 12 tháng 7, 1942)
- Boreas (19 tháng 11 – 7 tháng 12, 1942)
- Neptun (18 tháng 2 – 2 tháng 3, 1943)

### Tóm tắt chiến công
U-376 đã đánh chìm được hai tàu buôn với tổng tải trọng 10.146 GRT:
| Ngày             | Tên tàu | Quốc tịch      | Tải trọng | Số phận      |
| ---------------- | ------- | -------------- | --------- | ------------ |
| 30 tháng 3, 1942 | Induna  | United Kingdom | 5.086     | Bị đánh chìm |
| 10 tháng 7, 1942 | Hoosier | United States  | 5.060     | Bị đánh chìm |